# Deegenøya
Deegenøya est une petite île du Svalbard dans le Détroit d'Hinlopen. Elle fait partie de l'archipel des Bastianøyane.

## Géographie
L'île mesure 1,5 km de long, orientée est-ouest, mais d'une largeur ne dépassant pas les 300 m.
Les îles les plus proches sont celles de Kiepertøya, située 700 km à l'est, de Geograføya, située 2,3 km au nord-ouest, et celle de Klödenøya, située 1,5 km au nord.

## Géologie
Elle est formée de falaises de basalte atteignant les 32 m d'altitude.

## Histoire
L'île a été découverte en 1867 par Nils Fredrik Rønnbeck, un explorateur polaire suédo-norvégien, le premier à réussir à faire le tour du Spitzberg en bateau.
L'île a été nommée lors de la première expédition polaire allemande en 1868. 

## Faune
La faune de l'île se résume principalement aux ours polaires.